# Listă de filme australiene din 2010
Aceasta este o listă de filme australiene din 2010:

## Lista
| Titlu                           | Regizor                     | Actori | Gen                | Note                                                          |
| ------------------------------- | --------------------------- | --- | ------------------ | ------------------------------------------------------------- |
| 1MC:Something of Vengeance      | Martyn Park                 | Liliya May, Laurence Coy, Terry Serio, James Elliott                                                                    | comedie/ răzbunare | IMDb                                                          |
| Animal Kingdom                  | David Michôd                | Ben Mendelsohn, Joel Edgerton, Guy Pearce                                                                               |                    | IMDb, AACTA Award for Best Film                               |
| Beneath Hill 60                 | Jeremy Sims                 | Brendan Cowell | dramatic           | IMDb                                                          |
| Blame                           | Michael Henry               | Kestie Morassi, Sophie Lowe, Simon Stone, Mark Winter, Damian de Montemas, Ashley Zukerman                              | dramatic           | IMDb                                                          |
| Bran Nue Dae                    | Rachel Perkins              | Rocky McKenzie, Jessica Mauboy, Ernie Dingo, Missy Higgins, Geoffrey Rush,                                              | comedie, Muzical   | IMDb                                                          |
| The Clinic                      | James Rabbitts              | Tabrett Bethell, Andy Whitfield                                                                                         | Thriller           | IMDb                                                          |
| I Love You Too                  | Daina Reid                  | Brendan Cowell, Peter Dinklage, Yvonne Strahovski, Peter Helliar, Megan Gale                                            | comedie romantică  | IMDb                                                          |
| Joffa: The Movie                | Chris Liontos               | Joffa Corfe | comedie            | Site-ul oficial Arhivat în 29 iulie 2010, la Wayback Machine. |
| Oranges and Sunshine            | Jim Loach                   | Hugo Weaving, David Wenham, Emily Watson                                                                                | Drama              | IMDb                                                          |
| Red Hill                        | Patrick Hughes              | Ryan Kwanten, Steve Bisley, Tom E. Lewis, Claire van der Boom                                                           | Thriller, Western  | IMDb                                                          |
| $quid                           | Daley Pearson, Luke Tierney | Josh Lawson, Ed Kavalee, Christian Clark, Henry Nixon, Lauren Lillie, Brooke Sheehan                                    | comedie            | IMDb                                                          |
| Summer Coda                     | Richard Gray                | Rachael Taylor, Andy McPhee, Alex Dimitriades                                                                           | dramatic           | IMDb                                                          |
| Tomorrow, When the War Began    | Stuart Beattie              | Caitlin Stasey, Lincoln Lewis, Rachel Hurd-Wood, Chris Pang, Deniz Akdeniz, Andy Ryan, Phoebe Tonkin, Ashleigh Cummings | război             | IMDb                                                          |
| Road Train                      | Dean Francis                | Xavier Samuel, Bob Morley, Sophie Lowe, Georgina Haig                                                                   | Horror             | IMDb                                                          |
| Then She Was Gone               | Burleigh Smith              | Burleigh Smith, Sarah Louella                                                                                           | comedie, Drama     | IMDb                                                          |
| Wog Boy 2: The Kings of Mykonos | Nick Giannopoulos           | Vince Colosimo, Zeta Makripoulia, Costas Kilias, Alex Dimitriades, Kevin Sorbo                                          | comedie            | IMDb                                                          |